# انقلاب سورينام 1980
كان انقلاب سورينام عام 1980، الذي يشار إليه عادة ب‍انقلاب الرقباء، انقلابا عسكريا في سورينام وقع في 25 فبراير 1980، عندما أطاحت مجموعة من 16 رقيبا من القوات المسلحة السورينامية بقيادة ديسي بوتيرسي بحكومة رئيس الوزراء هنك آرون بانقلاب عنيف. وكان ذلك بداية الديكتاتورية العسكرية التي هيمنت على البلاد من عام 1980 حتى عام 1991. وظهرت الديكتاتورية بوجود حظر التجول المسائي، وانعدام حرية الصحافة، وحظر الأحزاب السياسية (منذ عام 1985)، وتقييد حرية التجمع، وارتفاع مستوى الفساد الحكومي، والإعدام بإجراءات موجزة للمعارضين السياسيين.

## خلفية
منحت هولندا سورينام الاستقلال في 25 نوفمبر 1975. وتميزت بالاضطرابات الاجتماعية، والكساد الاقتصادي، والشائعات عن الفساد. وكان لدى جيش سورينام الوطني الذي أنشئ على عجل العديد من ضباط صف حاولوا الانضمام إلى النقابات واشتكوا من الفساد وضعف الأجور. ورفض رئيس الوزراء هنك آرون الاعتراف بهم واعتقل زعماء العصابات الذين كان من المبتغى عليهم أن يحاكموا في 26 فبراير 1980. وكان من المقرر أيضا إجراء الانتخابات في مارس 1980.